# Ист Гарден Сити (Њујорк)
Ист Гарден Сити (енгл. East Garden City) насељено је место без административног статуса у америчкој савезној држави Њујорк.

## Демографија
По попису из 2010. године број становника је 6.208, што је 5.229 (534,1%) становника више него 2000. године.
| Група             | 2000.       | 2010.         |
| Белци             | 302 (30,8%) | 4.176 (67,3%) |
| Афроамериканци    | 530 (54,1%) | 1.084 (17,5%) |
| Азијати           | 12 (1,2%)   | 278 (4,5%)    |
| Хиспаноамериканци | 131 (13,4%) | 557 (9,0%)    |
| Укупно            | 979         | 6.208         |